# Chiesa della Vergine del Carmelo (Oliena)
La chiesa della Vergine del Carmelo è un edificio religioso situato ad Oliena, centro abitato della Sardegna centrale. Consacrata al culto cattolico, fa parte della parrocchia di San Ignazio di Loyola, diocesi di Nuoro.

## Storia e descrizione
Edificata nel XVII secolo, la chiesa della Vergine del Carmelo (Su Càrmene in sardo olianese) sorge nella parte alta del paese, in quello che è il nucleo originario del centro barbaricino. È situata all'interno di un piccolo giardino in posizione sopraelevata a cui si accede tramite scalinate, e costeggia la via omonima. L'autorizzazione per la fondazione di questo edificio fu data da monsignor Desquivel nel 1619. La facciata è molto semplice. Il campanile a vela è costruito con mattoni rossi a vista. Presenta un'unica navata con volta a capriate lignee, separata da un arco a tutto sesto dal presbiterio coperto da una volta a lunetta.